# ستيفن بيلامي
ستيفن بيلامي (بالإنجليزية: Steven Bellamy)‏ هو لاعب كاراتيه بريطاني، ولد في 12 يونيو 1950 في شفيلد في المملكة المتحدة.